# Brdo Cirkvensko
Brdo Cirkvensko falu Horvátországban Kapronca-Kőrös megyében. Közigazgatásilag Sveti Ivan Žabnóhoz  tartozik.

## Fekvése
Kőröstől 12 km-re délkeletre, községközpontjától 5 km-re északkeletre a Bilo-hegység lejtőin fekszik.

## Története
A 19. század végén keletkezett település. 1900-ban 138, 1910-ben 134 lakosa volt. Trianonig Belovár-Kőrös vármegye Körösi járásához tartozott. 2001-ben 137 lakosa volt.

## Nevezetességei
A Szentlélek tiszteletére szentelt kápolnája.

## Külső hivatkozások
- A község hivatalos oldala